# Cinturón de rocas verdes

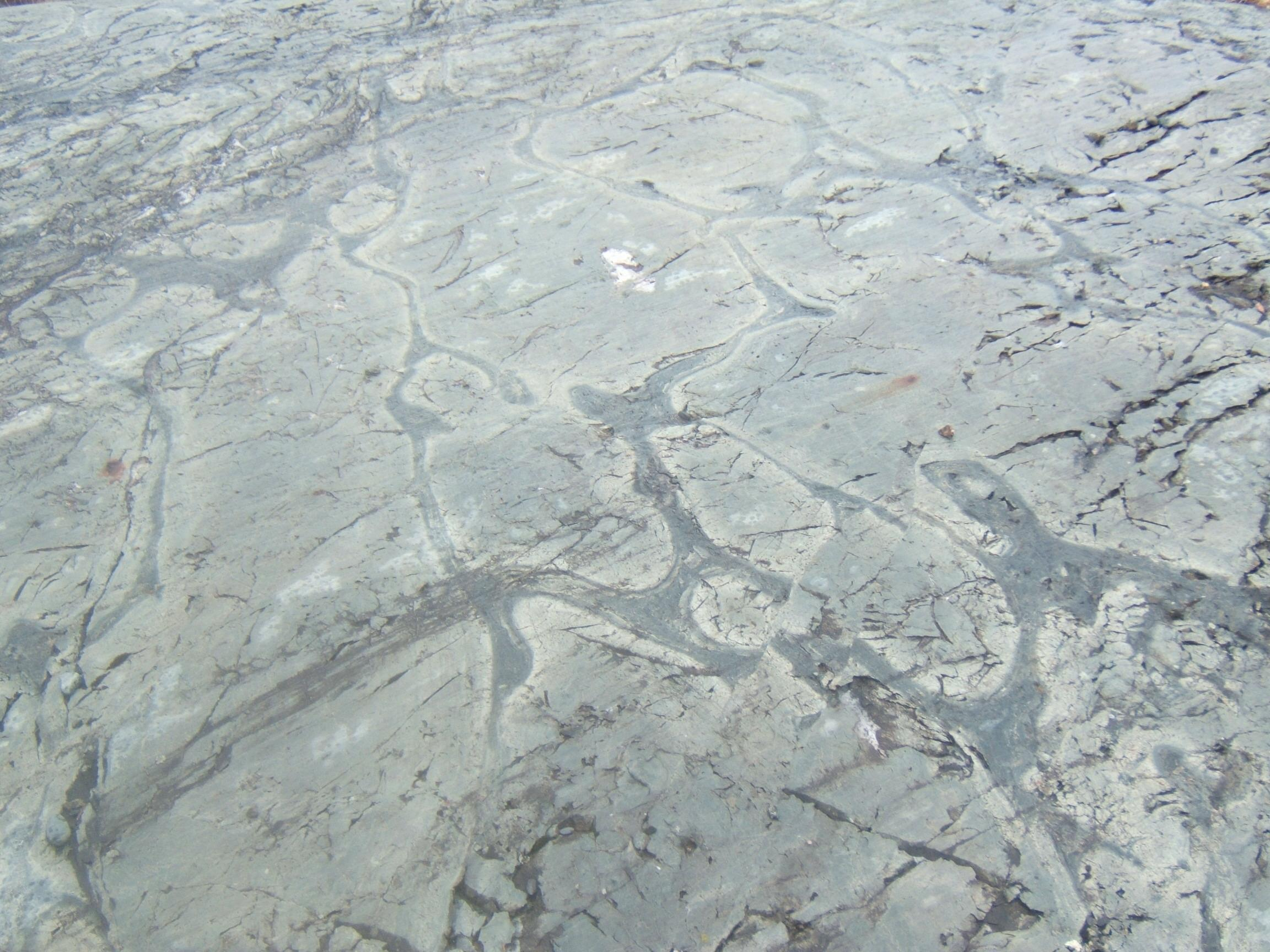
Lavas almohadilladas meteorizadas del Precambrico, localizadas en el cinturón de rocas verdes Temagami del escudo Canadiense.

Los cinturones de rocas verdes son zonas con metamorfismo variado de secuencias volcánicas máficas o ultramáficas y rocas sedimentarias  asociadas, desarrollados entre cuerpos de granitos y gneisses en cratones arcaicos y proterozoicos. La inmensa mayoría de rocas verdes son interpretadas como basaltos y otras rocas volcánicas o sedimentarias metamorfizadas, formadas en antiguos cinturones volcánicos y son de alto interés en el estudio de la historia geológica antigua.
El nombre procede del matiz verdoso proporcionado por el color verde de los minerales metamórficos que componen las rocas máficas, como clorita, actinolita y otros anfiboles.
Los cinturones de rocas verdes son franjas que suelen tener entre docenas y miles de kilómetros de longitud y, aunque están compuestos por una gran variedad de unidades rocosas individualizables, son considerados unidades estructurales geológicas en sí mismos, por lo menos a escala continental.
Normalmente, un cinturón de rocas verdes yace entre grandes volúmenes homogéneos de granito y gneiss integrados en un cratón, teniendo un elevado grado de heterogeneidad y complicadas formas, que lo convierten en un marcador tectónico mucho más claro que los granitos, más voluminosos y homogéneos. Además, un cinturón de rocas verdes registra mucha más información sobre los acontecimientos tectónicos y metamórficos, deformaciones y condiciones paleogeológicas que los granitos y gneisses.

## Distribución
Los "cinturones de rocas verdes" están distribuidos a través de la historia geológica del fanerozoico

## Lista de cinturones de rocas verdes

### África
- Cinturón de rocas verdes Barberton (Sudáfrica)
- Cinturón de rocas verdes Pietersberg (Sudáfrica)

### Asia
Cinturón de rocas verdes Taishan (Sudeste de Asia)

### Europa
- Cinturón de rocas verdes Kostomuksha (Rusia)
- Cinturón de rocas verdes Laponia Central (Laponia, Finlandia)
- Cinturón de rocas verdes Mauken (Noruega)

### Norteamérica
- Cinturón de rocas verdes Abitibi (Quebec/Ontario, Canadá)
- Cinturón de rocas verdes Bird River (Manitoba Canadá)
- Cinturón de rocas verdes Elmer Rock (Wyoming Estados Unidos)
- Cinturón de rocas verdes de Isua (Groenlandia)
- Cinturón de rocas verdes de Nuvvuagittuq (Quebec, Canadá)

### Oceanía
- Cinturón de rocas verdes Harris (Australia)
- Cinturón de rocas verdes Jack Hills (Australia)
- Cinturón de rocas verdes Norseman-Wiluna (Australia)[1]
- Cinturón de rocas verdes Southern Cross (Australia)
- Cinturón de rocas verdes Yandal (Australia)
- Cinturón de rocas verdes Yalgoo-Singleton (Australia)